# Lago Maligne
El Lago Maligne (/məˈliːn/ mə-LÍN) es un lago en el parque nacional Jasper, Alberta, Canadá. Es famoso por el color de sus aguas, las cumbres circundantes, los tres glaciares visibles del lago y la Isla del Espíritu, un islote frecuentemente fotografiado. El lago está localizado a 44 km (27,3 mi) al sur de ciudad de Jasper, y es accesible por vehículo de motor, incluyendo autobuses shuttle desde Jasper. Las visitas en barca circulan hacia la Isla del Espíritu de primavera a otoño. El recorrido de 44 km Skyline Trail, el más popular de Jasper, es el más alto y por encima de la línea de los árboles: empieza en el Lago Maligne y finaliza al cabo de varios días cerca de la ciudad de Jasper. Otras caminatas de día populares incluyen los Cerros de Ópalo y Bald Hilld. Las actividades de invierno incluyen esquí de fondo.
El lago Maligne tiene aproximadamente 22,5 km (14,0 mi) de largo y 97 m (318,2 pies) en su punto más profundo, al final sur del lago. Su media es de 35 m (114,8 pies) de fondo. Se asienta aproximadamente a 1,670 m s. n. m. (5,480 ft). Fácilmente visible desde el Logde del Lago Maligne están los picos de Leah y Samson y Monte Paul, al este, y los Montes Charlton, Unwin, Mary Vaux y Llysfran al sur y oeste. Los glaciares Charlton, Unwin y Maligne son visibles desde el lago, el cual presume de una población autosostenible de trucha arco iris introducida y trucha de riachuelo. Es un sitio popular para la pesca de deporte, el kayak y el piragüismo. Parques de Canadá mantiene dos cámpines, accesibles solo por canoa, en la Bahía del Pescador y Coronet Creek.
El lago Maligne está alimentado y drenado por el Río Maligne, el cual se introduce en el lago por su lado sur, cerca del Monte Unwin y drena el lago al norte. El Lago Maligne, así como el Río Maligne, la Montaña Maligne, y el Paso Maligne, toman su nombre de la palabra francesa para maligno o malvado. El nombre fue utilizado por el Padre Pierre-Jean De Smet (1801–1873) para describir el río turbulento que fluía del lago (en la primavera), y pronto se extendió al lago, cañón, paso, montaña y cordillera. Es también posible que los primeros comerciantes franceses aplicaran el nombre al río por su traidora confluencia con el Río Athabasca.

## Historia

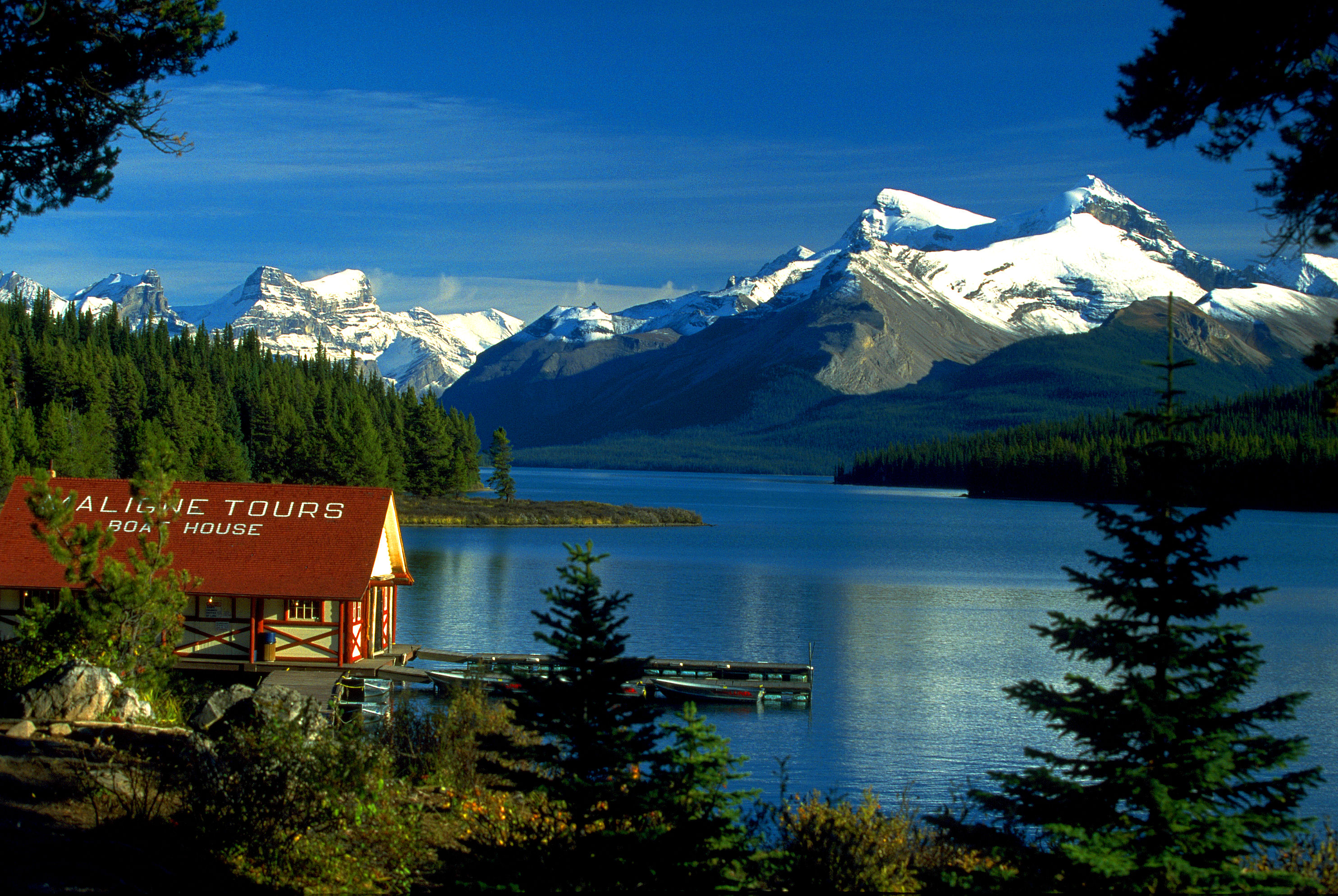
Lago Maligne en el parque nacional Jasper

El lago era bien conocido por las Primeras Naciones del área, incluyendo Samson Beaver, quién lo conoció como Chaba Imne (Lago de Castor). Dibujó el primer mapa del lago y la ruta a él para Mary Schaffer en 1907. Schaffer era un topógrafo que exploró mucho del área de las Montañas Rocosas. El primer europeo que vio realmente el lago fue Henry McLeod, que exploraba rutas para el CPR en 1875. Cuándo él lo contempló, se encontraba algo en la cordillera y no de hecho no fue al área del lago o identificó la ruta al lago. El 8 de junio de 1908, con la ayuda del mapa de Samson Beaver, Schaffer, su compañera de viajes Mary Adams y las guías Billy Warren y Sid Unwin, salieron de viaje hacia el Lago Louise para alcanzar el lago conocido por la Stoney como Chaba Imne (Lago de Castor).  Cuándo llegaron al lago, lo exploraron con una balsa, apodada como HMS Chaba. Schaffer regresó en 1911 a sondear el lago. También nombró muchas de las montañas y cumbres. Los libros de Mary Schaeffer del área atrajeron turistas de todas partes de los EE. UU.
En el lago Maligne se ubican dos edificios históricos registrados de Alberta: el Chalet del Lago Maligne y la casa de huéspedes, ambos construidos en 1927 por el coronel Fred Brewster como parte de sus "Campamentos de las Montañas Rocosas". Durante un tiempo, el Chalet del Lago Maligne era el más grande y más lujoso alojamiento en el parque nacional Jasper. El otro edificio histórico es el Boathouse, construido por Donald 'Curly' Philips en 1928 para albergar su negocio de guía del medio salvaje y pesca. En el mismo año,  acabó la construcción del primer Barco turístico por el Lago Maligne, la Leah (nombrada así por Leah Samson, mujer de Samson Beaver). Philips residió en su barca hasta su prematura muerte a consecuencia de un alud (1936, a la edad de 52 años). Los edificios históricos están mantenidos por Maligne Lake Tours, compañía que data de los tempranos esfuerzos empresariales de Brewster y Philips.
Curly Philips es reconocido por almacenar y empaquetar la trucha arco iris del Lago Maligne por tierra en barriles. La trucha arco iris más grande en Alberta, de 20 lbs (4 oz), fue posteriormente pescada en este lago por medio de la pesca deportiva. El pez récord fue disecado y está actualmente en posesión de Currie's Guiding and Tackle, Jasper, Alberta, Canadá. El personal del parque nacional Jasper introdujo más tarde la trucha de río. La tercera trucha de río más grande en el mundo fue también capturada en pesca deportiva en este lago y la posee David Robson, de Hinton, Alberta, Canadá.

## Ecología
La vida salvaje es sorprendentemente abundante en este lago oligotrófico a esa gran altitud. El oso grizzly, el oso negro, el ciervo mulo, el caribú, el lobo, el alce americano y la oveja de montaña son algunos de los mamíferos más grandes que frecuentan el área del lago durante la estación de verano. Las águilas calvas, las águilas doradas y las águilas pescadoras también frecuentan el área y viven de las poblaciones de peces.

## Geología dentro del lago

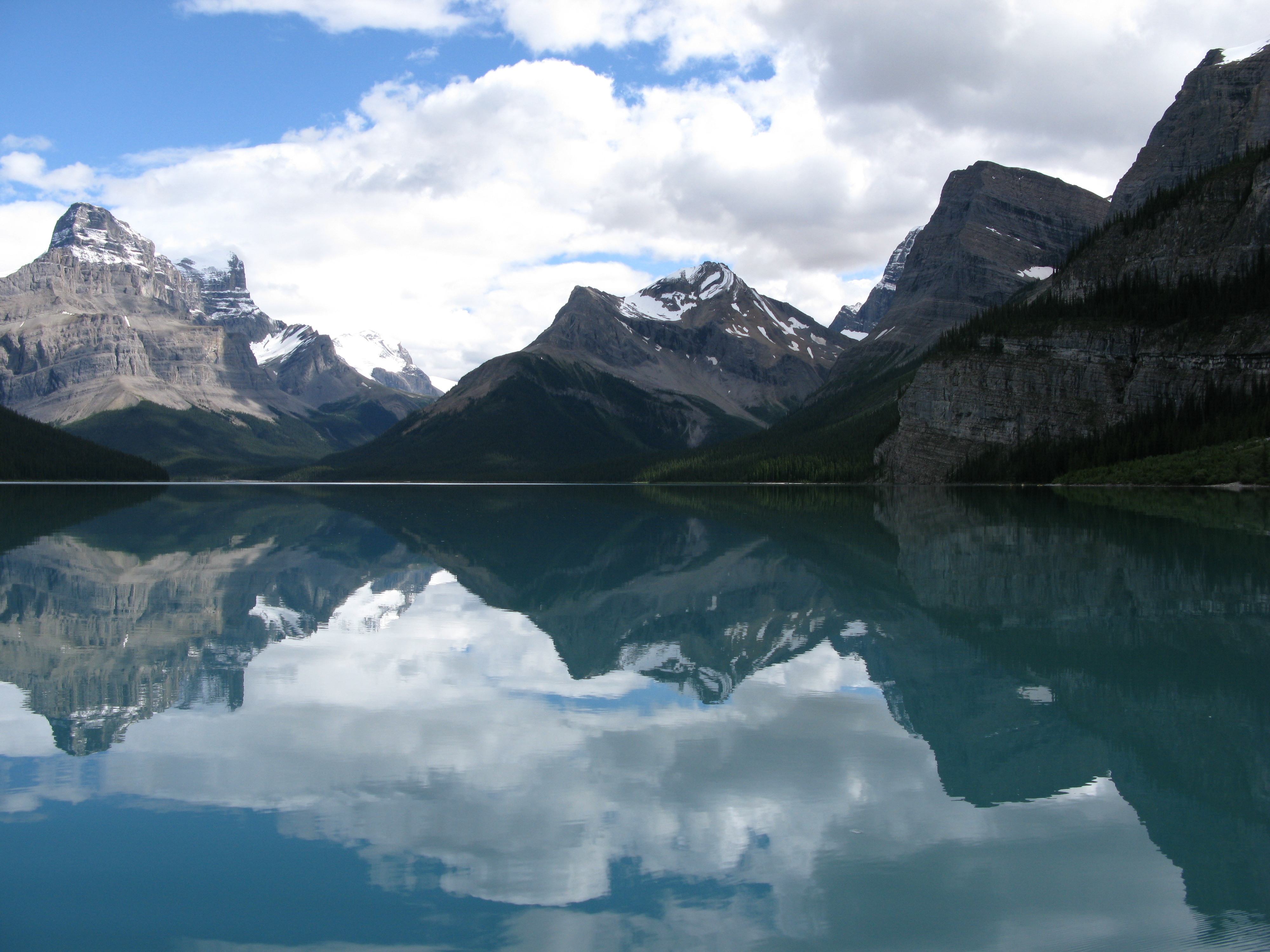
Lago Maligne en el parque nacional Jasper

El lago Maligne es el lago más grande del parque nacional Jasper. El valle en el que yace el lago está tallado y excavado por glaciares del valle, y el lago ha sido represado en su fin norteño por una morrena final depositada por el último glaciar, el cual fluyó bajando el valle hacia el Río Athabasca. Los depósitos glaciales y accidentes geográficos formados por el final de la morrena son excelentes ejemplos excelentes de deposición glacial.
Las cumbres más altas en el área son el Monte Brazeau (11.386 pies o 3.470 m), al sudeste del Lago Maligne a la cabeza de los Campos de Hielo Brazeau. Es escasamente visible tras el afamado macizo de Monkhead (10 535 pies o 3 211 m). En general, las montañas más altas se encuentran al final sur del lago y están compuestas de estratos que fueron depositados allí entre 4 000 y 5 000 años atrás. Al norte de los grandes picos, al final sur del lago, las márgenes del valle son diferentes en forma y composición. El lado este del valle está hecho de lechos de caliza de pendiente abrupta de los periodos Devónico a Mississippiano, que forman un espectacular rango de montañas aserradas llamadas Coling Range, que son parte de la Cordillera Reina Elizabeth. En el lado oeste del valle, y en contraposición al lado este, está la Cordillera Maligne, compuesta de cuarcitas y esquistos del Cámbrico y Precámbrico. Estas montañas deben su hundido contorno a los glaciares, los cuales se desplazaron sobre ellas y las redondearon a su forma actual. 
El Río Maligne, que surge en el Paso Maligne (6 800 pies o 2 073 m), fluye hacia la parte norte del Lago Maligne. En el final norte del lago, el río fluye fuera del lago en un canal estrecho hacia el Lago Medicina. No hay desembocadura visible al norte del Lago Medicina porque el río Maligne fluye subterráneo (excepto durante la inundación) durante 9 millas (14 km), antes de reaparecer en su notable cañón, el cual es aproximadamente de 180 pies (55 m) de profundidad. El agua que fluye en el lecho fluvial entre el Lago Medicina y el Cañón Maligne se deriva de las montañas adyacentes.
No sólo es el Valle Maligne un valle en forma de U, sino también un valle tributario flotante como resultado de la profundización o ensanchamiento del Valle Athabasca por la erosión glacial en un índice más rápido que el afluente Valle Maligne. Este proceso deja al afluente como su cruce con el valle principal colgando por encima del valle principal.